# Torpedobaad af 2. kl. Nr. 8-9
Torpedobaadene af anden klasse Nr. 8 og Nr. 9 var små danske torpedobåde, der var bygget til at blive medtaget på et større skib - i dette tilfælde panserskibet Iver Hvitfeldt. De blev bygget i England (Thornycroft), men konceptet med at bruge små torpedobåde som et ekstra våben slog ikke an, og de blev kun medtaget på et enkelt togt. I stedet blev de anvendt som almindelige torpedo- og patruljebåde.

## Baggrund og design
I 1872 havde en Torpedo Committee nedsat af Royal Navy foreslået fire anvendelsesmuligheder for selvbevægelige torpedoer. En af dem var installering i små både, der kunne tages med i større skibe og bruges som angrebsvåben derfra. Den britiske flåde begyndte produktionen af denne type både i 1878 og brugte numrene fra 51 og opefter, og man betegnede dem som torpedobåde af anden klasse. Andre lande fulgte op på ideen, og den danske Marine bestilte to både (Nr. 4 & 5) hos Thornycroft i 1881. I 1883 fulgte Nr. 6 & Nr. 7 og i 1886 Nr 8 & 9, der størrelsesmæssigt lå tæt på det foregående par.
| Navn                           | Søsat | Indgået      | Skæbne                 |
| ------------------------------ | ----- | ------------ | ---------------------- |
| Torpedobaad af 2. klasse Nr. 8 | 1886  | 3. juni 1886 | Udgået 1916, ophugget. |
| Torpedobaad af 2. klasse Nr. 9 | 1886  | 3. juni 1886 | Udgået 1916, ophugget. |

## Tjeneste
- 1886: I august var Nr. 8 på øvelser ved Søminestationen i Bramsnæsvig.
- 1888: Nr. 8 var udstillet på Flådens afdeling af Den Nordiske Industri-, Landbrugs- og Kunstudstilling i København.
- 1889: Nr. 9 var øvelsesskib for maskinister og i august-september deltog begge i årets øvelseseskadre.
- 1890: I august-september var Nr. 8 og Nr. 9 ombord på Iver Hvitfeldt i årets øvelseseskadre.
- 1892: I august-september deltog Nr 8. i årets øvelseseskadre.
- 1895: I august-september indgik begge i årets øvelseseskadre.
- 1897: I april-maj blev Nr. 9 anvendt til den praktiske del af søofficersuddannelsen.[4]
- 1912: Omklassificeret til Patrouillebaad Nr. 14 og 15.
- 1916: Reservepatruljebaad Pa og Pb. Udgået senere samme år.[5]